# 赤崎村 (熊本県)
赤崎村（あかさきむら）は熊本県の天草諸島、天草上島に存在していた村。

## 歴史
- 1889年（明治22年）4月1日 - 町村制の施行に伴い、単独で自治体を形成。
- 1949年（昭和24年）5月 - 熊本県に昭和天皇の戦後巡幸。赤崎村の沖合で船上から鯛網漁を視察[1]。
- 1956年（昭和31年）6月1日 - 赤崎村が島子村・楠甫村・須子村・大浦村・上津浦村・下津浦村と合併して有明村が発足。